# Винодельненский сельсовет
Виноде́льненский сельсове́т — упразднённое сельское поселение в составе Ипатовского района Ставропольского края Российской Федерации.
Административный центр — посёлок Винодельненский.

## География
Находился в северо-восточной части Ипатовского района. Общая площадь территории муниципального образования — 160,1 км². Расстояние от административного центра муниципального образования до районного центра — 20 км.

## История
1 мая 2017 года все муниципальные образования Ипатовского района были объединены Ипатовский городской округ.

## Население
| 1989  | 2002  | 2010  | 2011  | 2012  | 2013  | 2014  | 2015  | 2016  |
| ----- | ----- | ----- | ----- | ----- | ----- | ----- | ----- | ----- |
| 1510  | ↗1604 | ↘1578 | ↘1572 | ↗1585 | ↘1554 | ↘1521 | →1521 | ↗1523 |
| 2017  |       |       |       |       |       |       |       |       |
| ↘1504 |       |       |       |       |       |       |       |       |

### Национальный состав
По итогам переписи населения 2010 года на территории поселения проживали следующие национальности (национальности менее 1 %, см. в сноске к строке «Другие»):
| Национальность | Численность | Процент |
| -------------- | ----------- | ------- |
| Русские        | 1407        | 89,16   |
| Табасараны     | 54          | 3,42    |
| Украинцы       | 39          | 2,47    |
| Даргинцы       | 17          | 1,08    |
| Другие         | 61          | 3,87    |
| Итого          | 1578        | 100,00  |

## Состав поселения
До упразднения Винодельненского сельсовета в состав его территории входили 2 населённых пункта:
| № | Населённый пункт | Тип населённого пункта          | Население |
| - | ---------------- | ------------------------------- | --------- |
| 1 | Винодельненский  | посёлок, административный центр | ↗1385     |
| 2 | Дружный          | посёлок                         | →71       |

## Местное самоуправление
С 1943 по 1946 год территорией управлял исполнительный комитет поселкового Совета при овцесовхозе № 8.
В 1947-1970 годах - исполнительный комитет сельского Совета депутатов трудящихся посёлка Виноделенский.
В 1971-1976 годах - исполнительный комитет Виноделенского сельского Совета депутатов трудящихся.
В 1977-1991 годах - исполнительный комитет Виноделенского сельского Совета народных депутатов.
С 1991 года - администрация Виноделенского сельского Совета.
Председатели исполкома сельского Совета работали:
- январь 1943 - апрель 1944 - Кравченко Ефрем Миронович
- май 1944 - январь 1945 - Карманова Надежда Марковна
- февраль 1945 - май 1945 - Василенко А.Ф.
- июнь 1945 - июль 1945 - Алейникова Татьяна Леонтьевна
- август 1945 - февраль 1955 - Демченко Максим Антонович
- март 1955 - март 1957 - Александров Д.В.
- апрель 1957 - декабрь 1958 - Демченко Максим Антонович
- январь 1959-май 1971 - Усенко Пётр Иванович
- июнь 1971-февраль 1985 - Крышка Виктор Алексеевич
- март 1985-апрель 1987 - Тушов Игорь Михайлович
- апрель 1987-август 1989 - Писанко Лидия Стефановна
- сентябрь 1989 - декабрь 1991 - Диденко Александр Викторович.

Главы муниципального образования
- с декабря 1991 года Таисия Дмитриевна Хаирова

## Инфраструктура
- Винодельненский Дом культуры

## Образование
- Детский сад № 9 «Солнышко»
- Средняя общеобразовательная школа № 13